# Залісці (Шумська міська громада)

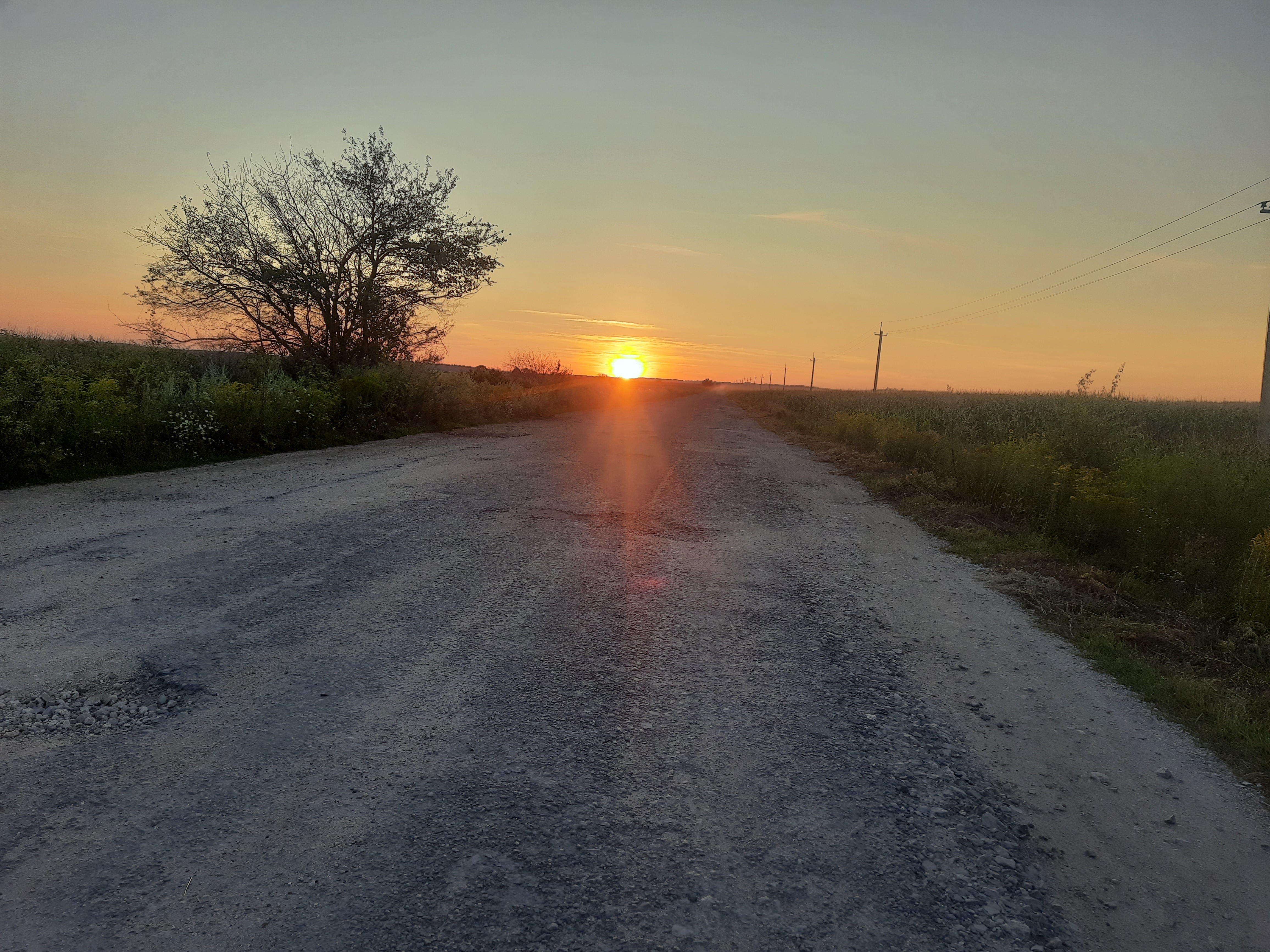
Дорога в село

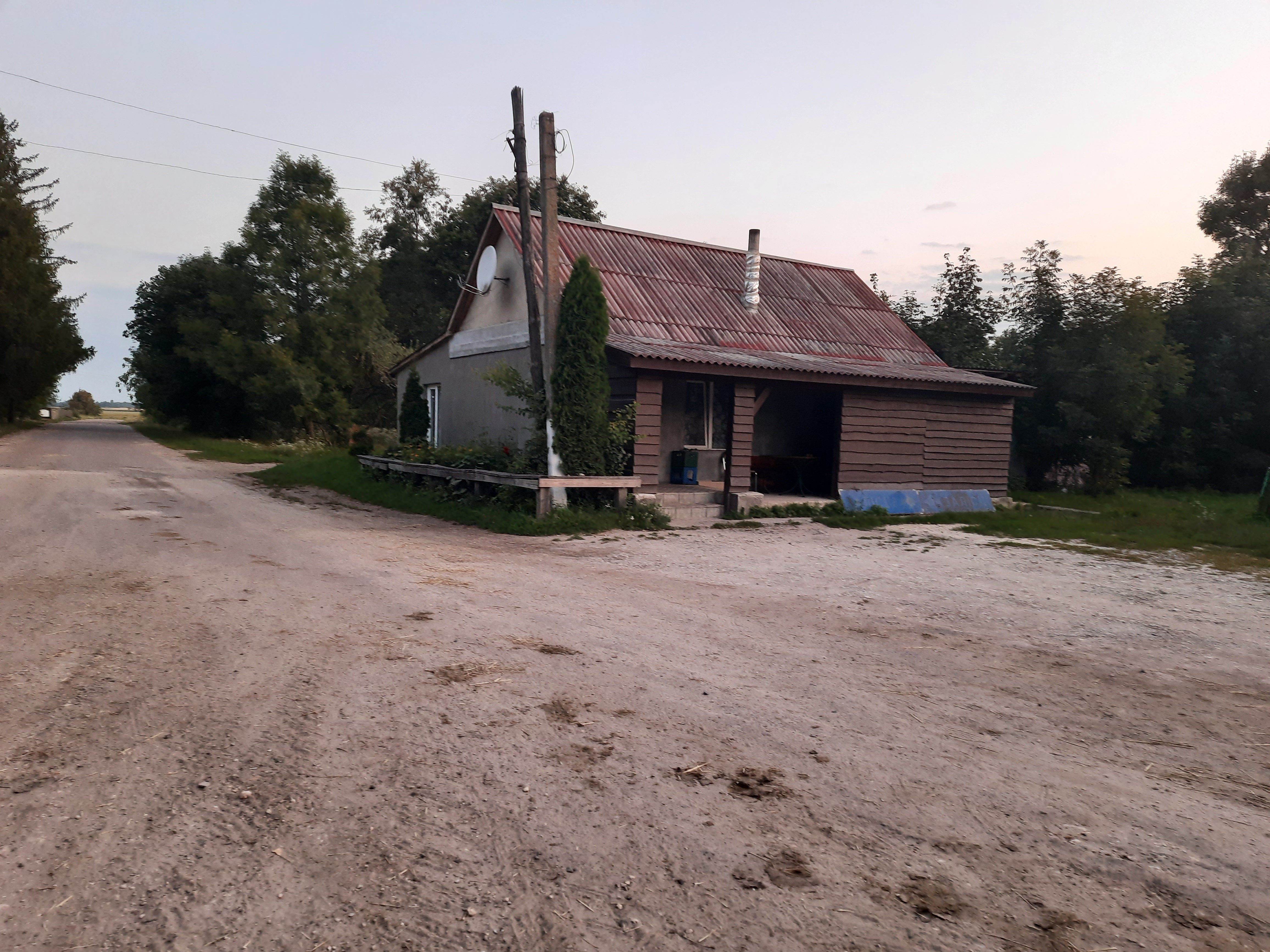
Крамниця

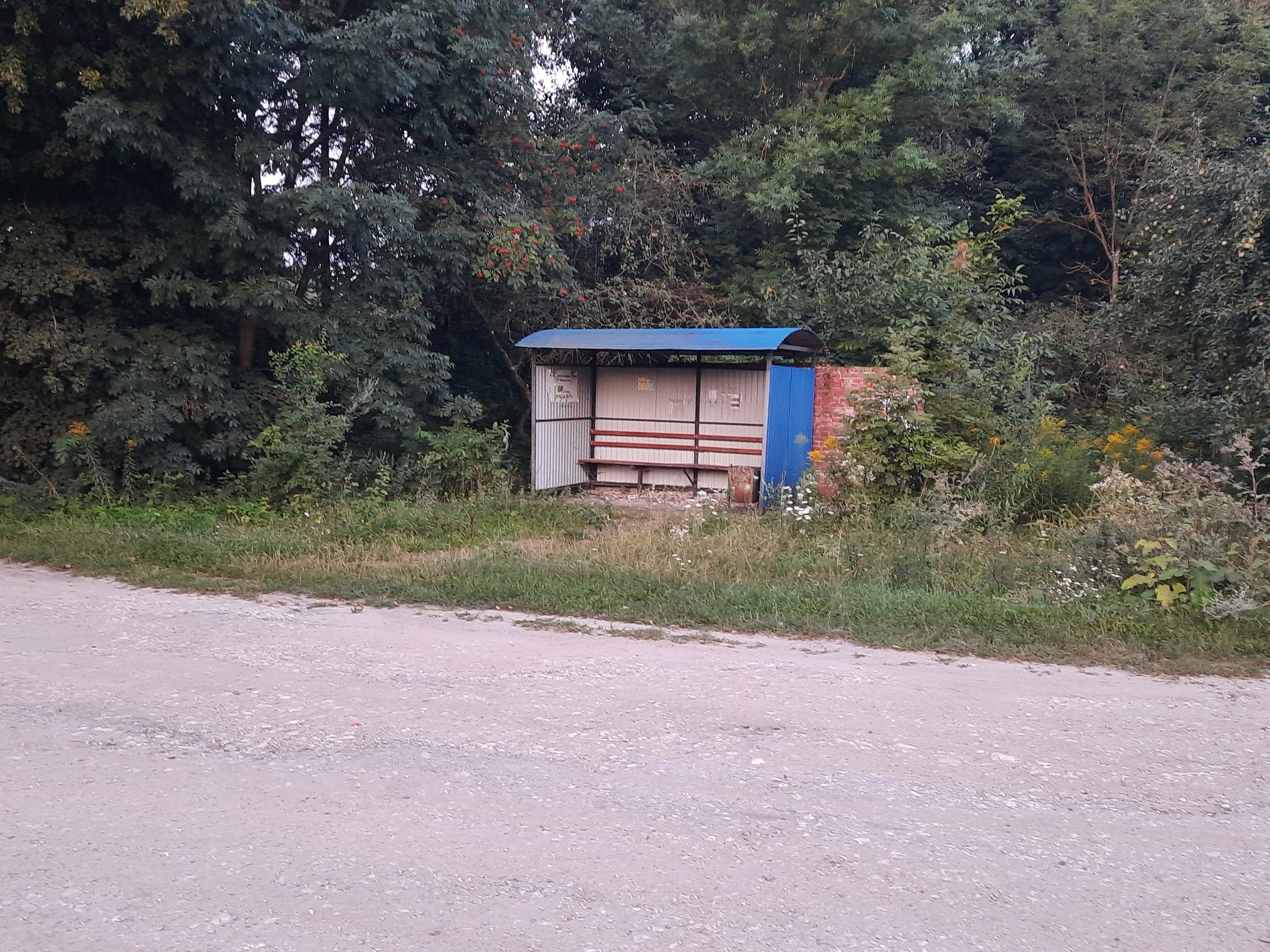
Автобусна зупинка

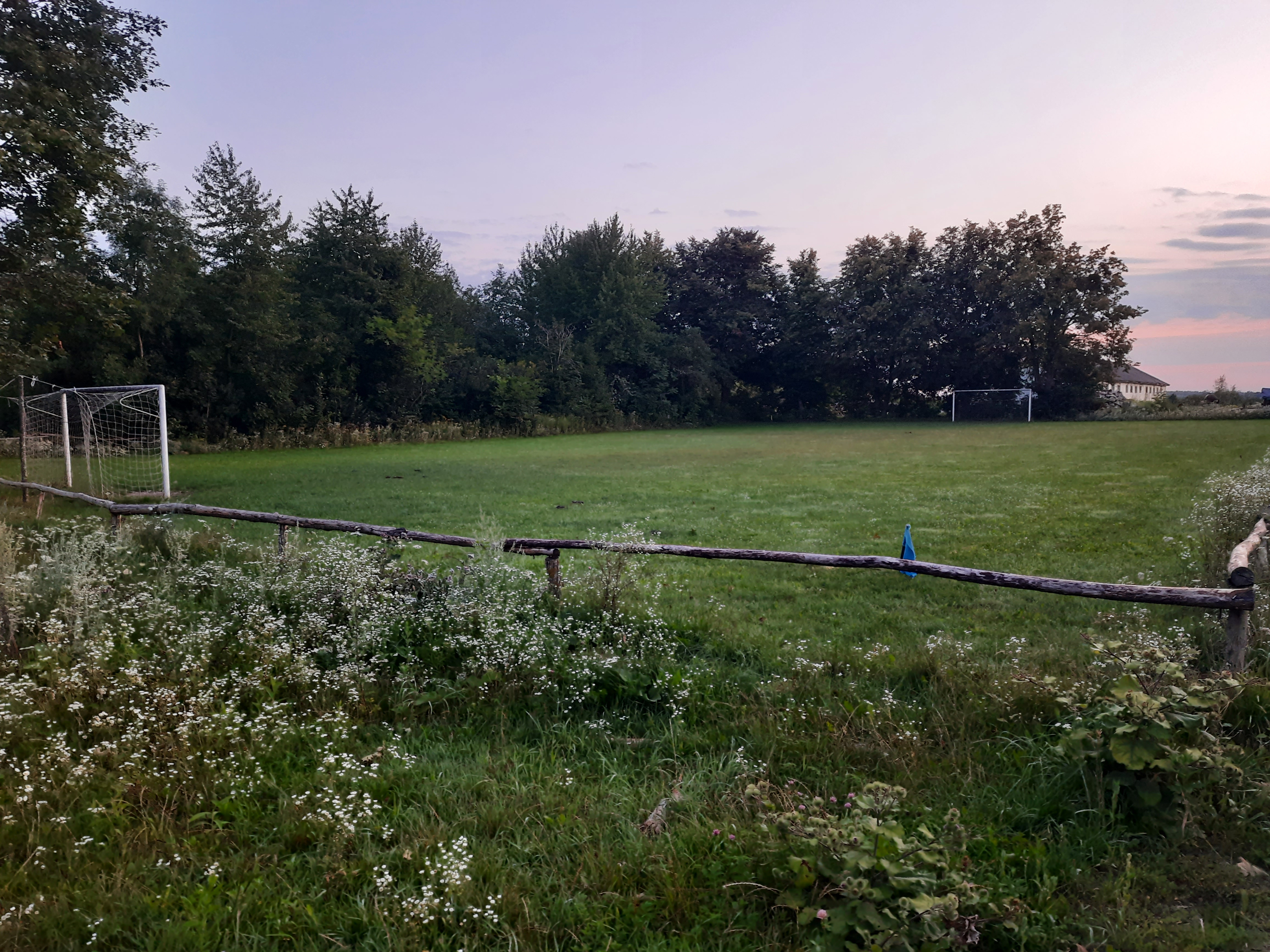
Стадіон

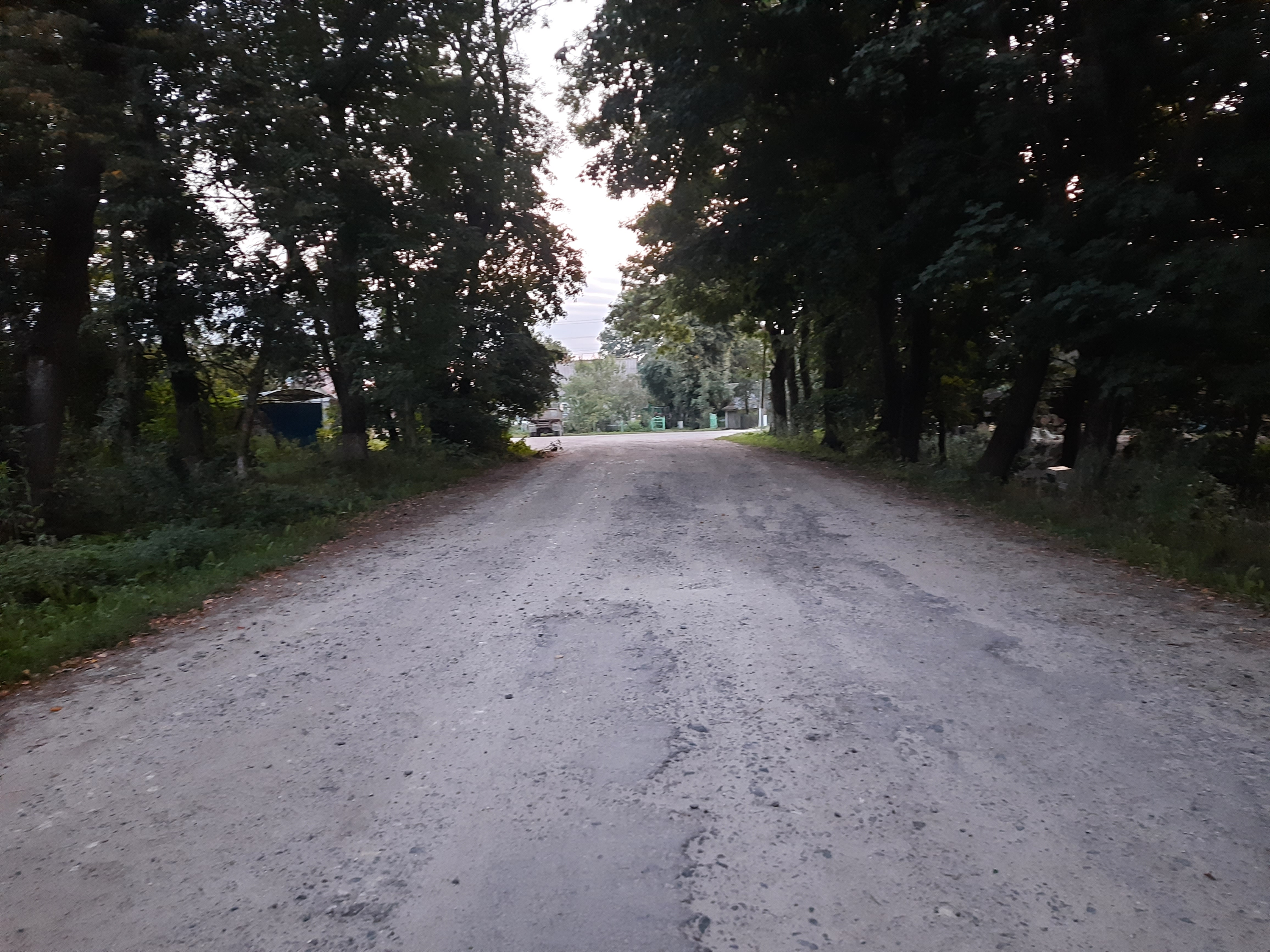
Околиця села

Залі́сці — село в Україні, у Шумській міській громаді Кременецького району Тернопільської області. Адміністративний центр колишньої Залісцівської сільської ради. До села приєднано хутір Хмелище.

## Географія
Розташоване біля витоків р. Трибушівка (ліва притока Вілії, басейн Горині, сточище Прип'яті), за 12 км від районного центру та 37 км від найближчої залізничної станції Кременець. Географічні координати: 50° 09’ північної широти 26° 00’ східної довготи. Територія — 2,36 км². Дворів — 217.
За 1 км від села розташований хутір Хмилище, першими поселенцями якого стали три сім'ї із с. Тростянець (нині Дубненського району Рівненської области), які 1914 р. купили в польського пана Ровінського землю, де ріс хміль. Від того й пішла назва хутора. Із мобілізованих на фронти німецько-радянської війни загинув Сава Онищук (1917–1944). Більшовицькі окупанти на хуторі закатували Оксенію Старук (нар. 1926) із с. Башківці. Після 1944 року Хмелище деякий час було хутором Сошищенської сільської ради. У 1952 році на хуторі — 22 двори, 69 мешканців. Приєднаний до села у середині 1950-х років.

## Топоніміка
Назва села походить від назви людей за місцем проживання залісці «ті, що живуть за лісом».
У деяких історичних документах також побутують назви Залісці Шумські й Залісся.

## Історія

### Середньовіччя, Новий Час
1545 року, згідно з реєстраційними книгами Кременецького замку, воно належало Матвієві Четвертинському. В різні роки серед власників були Матвійова Чарторийська, Януш Вишневецький.
У XVIII столітті 3алісці — власність графа Радзивіла, який 1755 року збудував тут дерев'яну церкву.
У кінці XIX століття було 124 двори, 1006 осіб.

### XX століття
На початку XX століття Ганна Могильницька належала тут до найбільших місцевих землевласниць.
1 жовтня 1933 року утворено ґміну Угорськ Кременецького повіту і село включено до неї.
Від початку липня 1941 року й до 2 березня 1944 року село перебувало під німецькою окупацією; нацисти вивозили юнаків та дівчат на примусові роботи до Німеччини.
У національно-визвольній боротьбі ОУН і УПА брали участь 42 особи, серед них: Антон та Олександр Андріюки, Євгенія Вінничук (нар. 1928), Степан Воронюк (нар. 1924), Матвій Гальчук (1922–1945), Іван Горобець (1910–1944), Степан Кравчук (нар. 1925), Петро Олександрович (1925–1944), Гаврило Полячук (1916–1946), Максим Польовий (р. н. невід.—1944), Іван Столярчук (1926–1945), Іван (1920–1945) та Юхим (1920–1945) Тимощуки, Федір Фільчук (1918–1944), Макар Цимбалюк (1913–1944), Панас Чабан (1915–1945), Ганна Ярмолюк (нар. 1918).
16 квітня 1944 р. відділ УПА під командою Ярошенка успішно захистив село від енкаведистів.
За радянської влади репресовано 19 родин.
Із мобілізованих на фронти німецько-радянської війни загинуло 23 особи, пропали безвісти 17.

### Період Незалежности
12 червня 2020 року, відповідно до розпорядження Кабінету Міністрів України № 724-р «Про визначення адміністративних центрів та затвердження територій територіальних громад Тернопільської області» село увійшло до складу Шумської міської громади.
19 липня 2020 року, в результаті адміністративно-територіальної реформи та ліквідації Шумського району, село увійшло до складу Кременецького району.

## Релігія
- церква Покрови Пресвятої Богородиці (1909, реконструйовано 1946, УПЦ і ПЦУ; збудована на місці старої, відомої від 1755);
- каплиця на честь князя Олександра Невського (1861, дерев'яна)
- дім молитви ХВЄ.

## Пам'ятки
Є геологічна пам'ятка природи місцевого значення Залісецький яр (5 га).

## Пам'ятники
- споруджено пам'ятник воїнам-односельцям, полеглим у німецько-радянській війні (1969);
- хрест парафіяльного значення.

## Соціальна сфера
1948 році в селі примусово створено колгосп. Згодом діяли КСП «Залісся», ПАП «Обрій». Нині земельні паї селян орендують ТзОВ «Шумськагро» і ФГ «Агрофарм».
Діють НВК «ЗОШ I–II ступенів–дитячий садочок», клуб (при ньому — народний аматорський фольклорний етнографічний колектив), бібліотека, фельдшерсько-акушерський пункт, дитячий будинок сімейного типу, три торгових заклади.

## Населення
| Чисельність населення, осіб | Чисельність населення, осіб | Чисельність населення, осіб |
| кін. XIX ст.                | 2003                        | 2014                        |
| --------------------------- | --------------------------- | --------------------------- |
| 1006                        | 806                         | 725                         |

### Мова
Розподіл населення за рідною мовою за даними перепису 2001 року:
| Мова       | Кількість | Відсоток |
| ---------- | --------- | -------- |
| українська | 816       | 99.63%   |
| російська  | 3         | 0.37%    |
| Усього     | 819       | 100%     |

## Відомі люди
Народилися
- Мілетій Бальчос (нар. 1949) — український футбольний функціонер, президент Професіональної футбольної ліги України;
- Іван Горобець (1977—2022) — український військовослужбовець, учасник російсько-української війни[8];
- Іван Гальчук (1960—2015) — український мовознавець, акцентолог;
- Віра Омельчук (нар. 1981) — народна вишивальниця.

Проживали
- Сергій Руденький (1984—2022) — український військовослужбовець, учасник російсько-української війни[9].
- Петро Слободянюк (нар. 1947) — український педагог, господарник та громадський діяч.
- Луцик Олександр Романович (1972—2022) — військовослужбовець Збройних сил України, учасник російсько-української війни[10].